# Хаттиан (округ)
Хаттиан (англ. Hattian District) — один из 10 округов пакистанской территории Азад-Кашмир.

## Географическое положение
До 2009 года Хаттиан был техсилом в составе округа Музаффарабад.

## Города
В округе 12 крупных городов: Чакар, Хаттаин, Ламниан, Моджи, Гал-Джабрра, Рахим-Кот, Нун-Багала, Чанари, Халана, Мандал, Гунди-Гран и Чам.